# Ongekust en toch geen kikker
Ongekust en toch geen kikker is een boek dat gaat over hoe christensingles (niet) zouden moeten daten. Het boek verscheen in 1997 in het Engels onder de titel I kissed dating goodbye. De schrijver was de destijds 21-jarige Joshua Harris. Het boek werd een bestseller en had grote invloed op jongeren binnen het Amerikaans evangelicaal christendom. In Nederland werd het boek in 1997 uitgegeven door Uitgeverij Medema.

## Inhoud
In zijn boek adviseerde Harris christelijke jongeren hoe zij bewust toe konden groeien naar een huwelijk zonder vooraf seks te hebben. Hij raadde jongeren af te zoenen of lichamelijk intiem te zijn met iemand van de andere sekse, maar ook te stoppen met daten, tenzij zij er serieus naar streefden met iemand te trouwen. Zo zouden zij hun hart bewaren voor die ene persoon die God voor hen bestemd had en niet teleurgesteld raken. Bovendien zouden jongeren niet in verleiding worden gebracht en gespaard blijven van schuldgevoelens wanneer zij toch een grens overschreden.
Het voorwoord was geschreven door zangeres Rebecca St. James. St. James liet zich destijds in interviews regelmatig over haar single-zijn en christelijk geloof en was daarmee een belangrijke uitdrager van de boodschap die Haris ook uitdroeg.

## Ontvangst
Het boek werd aanvankelijk goed ontvangen binnen de Amerikaanse evangelicale beweging. Die stroming kende namelijk een hoog puritaans karakter en het streven naar kuisheid was belangrijk. Daar sloot Harris' boodschap goed bij aan.
Tegelijkertijd was er ook kritiek op het boek. Seks werd per definitie afgeschilderd als iets negatiefs en christelijke jongeren zouden niet meer leren hoe ze moeten omgaan met iemand van de andere sekse. In het boek zou daarnaast sprake zijn van een negatief vrouwbeeld. De ideale christelijke vrouw was seksueel passief, emotioneel en geduldig. De christelijke psychologen Henry Cloud en John Townsend  vonden bovendien Harris' advies om niet te daten om teleurstelling te voorkomen niet wijs. Het voorkwam dat jongeren naar volwassenheid toe groeiden, waar het omgaan met teleurstellingen onderdeel van is. Daarnaast leerde het jongeren niet om gezonde lichamelijke grenzen te stelen.

## Excuses
Harris kwam in 2016 terug op de boodschap van zijn boek. Hij was intussen voorganger van een megakerk en had daar gezien wat de invloed van het boek was op jongeren. Jongens en meisjes durfden bijna geen contact meer met elkaar te hebben. Drie jaar later verklaarde Harris zichzelf niet langer als christen te beschouwen. Ook kwam er na negentien jaar een einde aan zijn huwelijk.
De Australische Jessica Van der Wyngaard maakte in 2018 de documentaire I survived I kissed dating goodbye, waar Joshua Harris de hoofdpersoon in was. Hij zei: "Ik heb me gerealiseerd dat het leven niet zo eenvoudig is. Mijn boek heeft mensen geschaad en mensen geholpen. Ik denk dat het uitgangspunt ervan verkeerd was. Als ik je hiermee geschaad heb, dan spijt me dat".
Ook Henk Medema, uitgever van de Nederlandse vertaling, stelde dat hij het boek achteraf gezien beter niet had kunnen publiceren. "Het onderwerp is natuurlijk wel heel relevant: hoe ga je op een verstandige, wijze manier om met de problematiek van jonge mensen in een relatie. Maar wat men destijds radicaal noemde, zoals het boek van Harris, is dat in feite niet. Het is te simpel".